# Canibalismo infantil
El canibalismo infantil o fetal es el acto de ingerir un niño o un feto. Los niños ingeridos o en riesgo de ser ingeridos son un tema recurrente en mitos, leyendas y cuentos populares de muchas partes del mundo, como en la mitología griega, Cronos devoraba a sus hijos por temor a ser derrocado, lo que refleja cómo estas narrativas han sido usadas para explorar el poder y el miedo. También, las acusaciones de libelo de sangre contra minorías, como los judíos, son un ejemplo trágico de cómo los mitos pueden ser distorsionados para justificar prejuicios y violencia. En casos extremos, se ha documentado durante hambrunas graves o en situaciones de infanticidio.
El canibalismo infantil es ilegal en todo el mundo. Este acto no solo es moralmente inaceptable, sino que también está tipificado como delito en la mayoría de los sistemas legales. Las leyes que lo prohíben suelen estar relacionadas con delitos graves como el asesinato, el abuso infantil y la profanación de cadáveres.

## Mitología y cuentos populares
Los niños que son devorados o que corren el riesgo de ser devorados son un tema recurrente en la mitología y los cuentos populares de muchas partes del mundo.

### Mitología griega
En la mitología griega, varios de los dioses principales fueron devorados de niños por su propio padre o escaparon por poco de ese destino. Cronos (llamado Saturno en la mitología romana), antaño el más poderoso de los dioses, quedó consternado por una profecía que le anunciaba que un día sería depuesto por uno de sus hijos, tal como él había derrocado a su propio padre. Para no correr la misma suerte, Cronos decidió consumir a todos sus hijos nada más nacer. Pero su esposa y hermana Rea, reticente a que todos sus hijos sufrieran semejante destino, le entregó una piedra envuelta en pañales tras el nacimiento de Zeus, su sexto hijo.
Otros mitos griegos hablan de niños asesinados y servidos a sus padres despistados en un acto de venganza. Al enterarse de que su hermano Tiestes había cometido adulterio con su esposa Aérope, Atreo mató y cocinó a los hijos de Tiestes, sirviendo su carne a su padre y revelando después las manos y cabezas de los niños asesinados, lo que conmocionó a Tiestes y le hizo comprender lo que había comido. Tereo es otro padre mítico que comió la carne de su hijo sin saberlo. En este caso, su esposa Procne mató y cocinó a su propio hijo para castigar a su esposo por la violación y mutilación de su hermana Filomela.